# Moi, Ota, rivière d'Hiroshima
Moi, Ota, rivière d'Hiroshima est une pièce de théâtre de Jean-Paul Alègre créée en 2015. La pièce est sous-titrée « Le matin où la nuit est tombée » et évoque littérairement le bombardement atomique de la ville d'Hiroshima le 6 août 1945.
La pièce n'est pas divisée en actes ; le récit est narré en 32 scènes.

## Origine de la pièce et représentations
S'inspirant de la pièce Les Sept Branches de la rivière Ōta créée par Robert Lepage et la compagnie Ex Machina en 1994, l'auteur a l'idée de faire parler le fleuve Ōta-gawa qui traverse la ville d'Hiroshima.
La pièce est publiée en 2015 en français à L'Avant-scène, et en japonais dans la revue Théâtro avec une traduction de Masako Okada.
La création mondiale a lieu le 23 avril 2015 au Théâtre Kaï de Tokyo.
La création francophone est confiée au metteur en scène suisse Cédric Laubscher et a lieu en septembre 2015 au Théâtre de Colombier près de Neuchâtel.

## Personnages
- Ota : le fleuve, représenté telle une personne vivante.
- Vannevar Bush : conseiller des présidents Roosevelt puis Truman.
- Franklin Delano Roosevelt : président des États-Unis jusqu'au 12 avril 1945.
- Harry S. Truman : président des États-Unis à partir du 12 avril 1945.
- Pierre Curie : physicien français.
- Paul Tibbets : colonel de l'armée de l'air américaine.
- Akimitsu : orpheline, elle réside à Hiroshima ; grande sœur de Yoshi.
- Yoshi : réparateur de chaussures ; petit frère d'Akimitsu.

## Résumé
Depuis l'attaque japonaise sur Pearl Harbor, la guerre fait rage dans le Pacifique. Courant 1943 et 1944, les Américains reconquièrent difficilement les îles et archipels conquis par le Japon en 1941 et 1942. Chaque île est le théâtre de combats acharnés, entraînant des milliers de morts et de blessés.
Les forces américaines se rapprochent du Japon. Depuis 1942, avec le Projet Manhattan, les Américains ont lancé un vaste programme de recherches pour la création d'une bombe d'un nouveau genre capable de détruire une ville entière.
À Washington, les discussions vont bon train : faut-il larguer une telle bombe sur le Japon ? Est-ce défendable sur un plan moral ? Sur le plan militaire, cela entraînera-t-il la fin de la guerre et une capitulation du Japon ?
À Hiroshima, le fleuve Ota, considéré comme un personnage vivant, évoque sa situation.
La jeune Akimitsu, adolescente, orpheline et résidant à Hiroshima, se rend à la gare pour chercher son petit frère Yoshi, qui vit à Tokyo et qui est réparateur de chaussures. Compte tenu des bombardements répétés des Américains sur la capitale, la vie n'y est plus possible ; c'est pourquoi Yoshi va à Hiroshima pour vivre avec sa sœur.
Le 6 août 1945, les deux jeunes gens se trouvent à proximité du fleuve lorsque la bombe atomique explose ; ils meurent tous les deux.

## Prix et distinctions
L'auteur est lauréat du « Prix ado du théâtre contemporain ».

## Publication en France
La pièce est parue dans la collection « Carrés classiques », numéro 119, éditions Nathan.
Appareillage critique (préparation au Brevet des collèges et au Baccalauréat), par Françoise Rio.

### Articles généraux sur le bombardement atomique d'Hiroshima
- Littérature de la bombe atomique
- Bombardements atomiques d'Hiroshima et de Nagasaki.

### Quelques œuvres littéraires sur le bombardement atomique d'Hiroshima
- Les Sept Branches de la rivière Ōta, pièce de théâtre de Robert Lepage et de la compagnie Ex Machina (1994).
- Notes de Hiroshima, une collection d'essais de Kenzaburō Ōe.
- Pluie noire, roman de Masuji Ibuse.